# Loung Ung
Loung Ung (nacida en 1970) es una activista por los Derechos Humanos de nacionalidad camboyana y estadounidense, así como una ponente de reconocimiento internacional y portavoz nacional para la campaña «Un Mundo Libre de Minas».
Fue portavoz entre los años 1997 y 2003 de la Campaña Internacional para la Prohibición de las Minas Antipersona, iniciativa que fue galardonada con el Premio Nobel de la Paz en 1996 y actualmente tiene el mismo cargo en la Coalición contra la Violencia doméstica del Estado de Maine, en Estados Unidos.
Ung nació en Nom Pen, Camboya, la sexta de siete hermanos (tercera de cuatro chicas), de Sem Im Ung y Ay Chourng Ung. Su fecha de nacimiento es desconocida; los Jemeres Rojos destruyeron muchos de los registros de nacimientos de los habitantes de las diferentes ciudades de Camboya. A los diez años de edad, escapó de Camboya como superviviente de lo que fue conocido como los «Killing Fields» durante el régimen de los Jemeres Rojos bajo el gobierno de Pol Pot. Después de emigrar a los Estados Unidos y tras adaptarse a su nuevo país, escribió dos libros que cuentan sus experiencias vitales entre los años 1975 y 2003.
Hoy en día Loung Ung está casada y vive en Shaker Heights, un suburbio de Cleveland, Ohio.

## Primeros años: 1970-1980
El padre de Ung nació en el pequeño pueblo de Tro Nuon en la provincia de Kampong Cham en 1931. Su madre había nacido en China y se mudó a Camboya cuando sólo era una niña. El padre, Sem Im Ung, que era monje budista, se casó con Ay en contra de los deseos de su familia. Pronto se trasladaron, con sus hijos, a un apartamento en el centro de la capital, Nom Pen.
Sem Im sirvió como militar durante el gobierno del Príncipe Norodom Sihanouk y fue reclutado forzosamente en el posterior gobierno de Lon Nol, destacándose como oficial de alto rango de la policía militar. La familia disfrutó así de una vida lo suficientemente acomodada para poseer dos coches, un camión, teléfono, varias sirvientas y agua corriente. 
Cuando el 17 de abril de 1975 el Khmer Rouge, de ideología comunista, ganó la guerra civil de Camboya, toda la ciudad de Nom Pen fue evacuada, incluyendo la familia de Ung.

### Evacuación
En febrero de 1980, tras un viaje de tres días por el Golfo de Tailandia, llegaron al campo de refugiados de Lam Sing, en las costas de Tailandia. Allí se hacinaban miles de refugiados que esperaban su oportunidad para ir a otro país. Loung, su hermano y su cuñada esperaron meses hasta que gracias a la ayuda de la Conferencia Episcopal de los Estados Unidos y una comunidad cristiana de Essex Junction, en Vermont, consiguieron un pasaje a Estados Unidos. En junio de 1980 los tres tomaron un avión desde Bangkok.

## A partir de 1980

### Sus estudios en Estados Unidos
Una vez llegados al país de acogida, ocuparon un pequeño apartamento de una única habitación encima de la consulta de un dentista en el número 48 de Main Street en Essex Junction. Allí aprendieron inglés, ayudados por los parroquianos. En unos pocos meses, Meng, que ya tenía un nivel de inglés aceptable, consiguió un empleo como intérprete para los nuevos refugiados llegados a Vermont, y Eang encontró trabajo en una compañía de manufactura. En septiembre, Loung, de diez años, comenzó su educación en los Estados Unidos en tercer grado. Los primeros años de su escolaridad fueron difíciles a causa de la barrera del idioma, y continuó con un tutor durante esos años. En los últimos años del embarazo de Eang, Meng abandonó sus estudios en un colegio cercano y comenzó a trabajar en dos empleos. El 21 de diciembre nació la hija de ambos, Maria.
En 1983, Loung ingresó en el ADL Intermediate School, y continuó con las clases de inglés. Meng y Eang consiguieron sendos empleos en IBM en el turno de tarde, y Loung, ahora con trece años de edad, comenzó a cuidar de Maria después de sus clases en el colegio hasta que volvían a casa su hermano y su cuñada. Loung, ahora con trece años, enviaba dinero y paquetes, a través de la comunidad asiática de Montreal (Canadá), a su familia en Camboya, aunque a veces los paquetes o no llegaban o llegaban sin parte del contenido, que había desaparecido. En 1985, Eang dio a luz a su segunda hija, Victoria, y Loung comenzó en el Essex Junction High School como estudiante de primer año. Unos meses después, Meng y Eang juraron su nacionalidad como ciudadanos estadounidenses. A principio de 1986, los Ung se mudaron, con ayuda de sus patrocinadores, a una casa propia, aunque modesta, de dos pisos en un barrio cercano, y Loung, ahora de dieciséis años, estaba encantada con tener su propia habitación.
Más tarde aquel año, el profesor de Loung la animó a que continuase la historia sobre su crecimiento en Camboya (a raíz de un documento en su segunda clase de inglés), escribiendo su historia completa. Durante sus seis años en Estados Unidos, Loung había tenido que hacer frente a diversos episodios de tristeza y soledad. Después de haber tratado de suicidarse, tomó papel y lápiz y comenzó a escribir la historia de su vida en Camboya, su familia y los Jemeres Rojos. Después de muchos meses, su diario llegó a tener cientos de páginas, y Loung continuó con el diario durante muchos años. Al mirar atrás, Loung declaró que haber desenmarañado sus sentimientos y haberlos expresado con palabras a lo largo de esos años le había resultado realmente terapéutico.
En 1989, Loung se graduó y en otoño, se entró en el Saint Michael’s College, con el respaldo financiero para cuatro años escolares completos de la mano de la Fundación Turrel Scholarship. Durante estos años, tomó la firme decisión de convertirse en una activista, y conoció a su futuro marido. A principios de 1992, Loung estudió en el Cannes International College, siguiendo una parte del currículum del Saint Michael’s College. Durante este tiempo, se reunió con su hermano más pequeño, Kim, que había huido de Camboya a Tailandia y que llegó a Francia pasando por Alemania con la ayuda de su tía Heng, en 1985. En 1993, Loung se licenció en el Saint Michael’s College, y encontró trabajo como educadora social en un centro de acogía para mujeres maltratadas, en Lewinston, Maine.

### Los reencuentros familiares y su actividad humanitaria
En 1995, Ung viajó de nuevo a Camboya por primera vez desde que hubiera huido quince años antes. Durante su visita, ella, Meng y su familia volvieron a establecer relación con el resto de familia que habían dejado atrás, y se enteró del asesinato de otros familiares durante el régimen de los Jemeres Rojos. Algo después de su vuelta a Estados Unidos, Ung dejó Maine y se mudó a Washington. A final de 1996 se unió a la Vietnam Veterans of America Foundation (VVAF), una organización humanitaria internacional que proporciona clínicas de rehabilitación, prótesis y aparatos para ayudar a la movilidad gratuitos en muchos países y en varias provincias de Camboya. En 2005, Loung hizo su vigesimoquinto viaje a Camboya como portavoz de la VVAF en la Campaña Internacional para la Prohibición de las Minas Antipersona. La campaña ganó el Premio Nobel de la Paz del año 1997.
Loung, Meng y Kim volvieron a Bat Deng en 1998 para una gran encuentro familiar con Khouy, Chou y todos sus familiares jóvenes y viejos, incluida su abuela de 88 años. Los Ung celebraron una ceremonia budista en honor de sus padres, Sem y Ay, y de sus hermanas, Kaey y Geak, que murieron todos ellos a manos del régimen de los Jemeres Rojos. A la celebración acudieron varios centenares de amigos y familiares. Dos años más tarde, su primera memoria fue publicada. En 2002, Loung se casó con su novio de la universidad, Mark Priemer, y compró dos acres y medio de tierra en Camboya a poca distancia de la casa de su hermana Chou. En 2003, fue elegida por el Saint Michael’s College  para dirigir la clase de graduación, y ya antes, en 2002, fue reconocida como alumna de honor en la «Allumnae Academic Hall of Fame». Su segunda memoria fue publicada en 2005.

## Obras
Loung Ung escribió dos memorias. En el primero de los libros, que se titula Se lo llevaron: recuerdos de una niña de Camboya, narra lo que vivió entre los años 1975 y 1980. Fue publicado en los Estados Unidos en el año 2000 por Harper Collins y se convirtió en un éxito de ventas internacional, consiguiendo en el año 2001 el premio a la «Excelencia en Litera Adulta de No-Ficción» de la Asociación de Liberos Americanos del Asia/Pacífico. Después se tradujo en veinte países en nueve lenguas.
El segundo de sus libros, Niña afortunada: una niña de Camboya se reúne con la hermana que había dejado atrás, habla de cómo se adaptó a la vida americana sin su familia, y las experiencias que tuvieron que vivir los miembros de su familia en Camboya durante la guerra siguiente entre las tropas vietnamitas y los Jemeres Rojos. Cubre el periodo de 1980 a 2003, y también lo publicó Harper Collins, en el 2005.
En ambas memorias, Loung Ung escribe en primera persona y, durante la mayor parte, en presente, describiendo las circunstancias como si se estuviesen desarrollando ante los ojos de los lectores.